# Vaneese Thomas
| Vaneese Thomas                            | Vaneese Thomas                            |
| Kattints az alábbi külső linkek egyikére! | Kattints az alábbi külső linkek egyikére! |
| ----------------------------------------- | ----------------------------------------- |
| Nem található szabad kép.(?)              |                                           |
| külső link · jogvédett                    | Vaneese Thomas                            |

Vaneese Thomas (Memphis, Tennessee, 1952. augusztus 24. – ) amerikai R&B, dzsessz-, soul- és bluesénekesnő, színésznő.

## Pályafutása
Vaneese Rufus Thomas lányaként született, akinek szórakoztató ipari karrierje Vaudeville-ben kezdődött. Több mint fél évszázadot öleltek fel a R&B rádiós felvételei. Testvérei:  Carla Thomas és a billentyűs producer, Marvell Thomas.
Figyelemre méltó zenei örökségét kiaknázva ápolja a memphisi soul és R&B gazdag örökségét, egy olyan zenét, amely több is generációt megérintett.
A zeneiparban sokra tartott énekesnő, dalszerző, producer és színész keresett szólóelőadó, valamint más neves művészek gyakori vendégénekese. Dolgozott a neves lemezproducerrel, Phil Ramone-val, és számos nemzetközilrangú előadóval énekelt, köztük Luciano Pavarottival, Stinggel, Stevie Wonderrel, Michael Jacksonnal, Céline Dionnal, Eric Claptonnal, Dr. Johnnal és még másokkal.

## Albumok
- 1987: Vaneese Thomas
- 1998: When My Back's Against The Wall
- 2001: Talk Me Down
- 2003: A Woman's Love
- 2009: Soul Sister, Vol. 1: A Tribute to the Women of Soul
- 2013: Blues for My Father
- 2015: Peace and Good... (kislemez)
- 2016: The Long Joueney Home
- 2019: Down Yonder

## Díjak
- Szerepelt a Montreux-i Jazz Fesztiválon és a Pleasantville Music Festivalon (2006).
- A 36. Blues Music Awards (2013) jelölések: a „Soul Blues Album”, („Blues for My Father” – album), és „Soul Blues Female Artist”.

## Filmek
Vaneese Thomas az IMDb-n